# Список умерших в 562 году
Список умерших в 562 году — перечень лиц, чья смерть документально зафиксирована или предположена в авторитетных источниках, в 562 году.

## Март или апрель
- Император Западной Лян Сюань ((西)梁宣帝), личное имя Сяо Ча (蕭詧), вежливое имя Лисунь (理孫), был императором-основателем династии Западная Лян в Китае.

## Май
- 20 мая — Лу Чжаоцзюнь, вдовствующая императрица китайской династии Северная Ци.

## Дата смерти неизвестна или требует уточнения
- Вак-Чан-Кавиль, 21-й правитель царства Мутуль (537—562) цивилизации майя.
- Вдовствующая супруга Цао (китайское: 曹太妃; личное имя неизвестно) — супруга императора китайской династии Западная Лян. Она была наложницей императора Сюаня и матерью его сына и наследного принца Сяо Куя (императора царства Мин).
- Вдовствующая императрица Гун (龔太后, личное имя неизвестно) — формально вдовствующая императрица Юань (元太后, буквально «проницательная вдовствующая императрица»), вдовствующая императрица китайской династии Западная Лян. Она была матерью императора Западной Лян Сюаня (Сяо Ча), который основал Западную Лян при поддержке Западной Вэй.